# Ménil-Vin
Ménil-Vin är en kommun i departementet Orne i regionen Normandie i nordvästra Frankrike. Kommunen ligger i kantonen Putanges-Pont-Écrepin som tillhör arrondissementet Argentan. År 2022 hade Ménil-Vin 48 invånare.

## Befolkningsutveckling
Antalet invånare i kommunen Ménil-Vin
| Referens: INSEE |